# Paysandú Bella Vista
Paysandú Bella Vista, kurz Bella Vista (Spitznamen: Papales, Auriblanco, Pay Bella), ist ein Fußballverein aus der im Departamento Paysandú gelegenen gleichnamigen Stadt Paysandú im Westen Uruguays.

## Geschichte
Der Verein wurde am 11. Januar 1939 unter dem Namen Bella Vista Ferroviario im Haus von Juan Spolita gegründet. Der erste Vereinssitz war im Gebäude an den Straßen Avda. Salto und Queguay (letztere trägt heute den Namen: Dr. Luis A. de Herrera) untergebracht. Am 7. Januar 1971 eröffnete man den ersten im Eigentum des Vereins befindlichen Vereinssitz an der Avda. Salto und Montecaseros. Am 3. Juli 1973 erlangte der Klub aus Paysandú eigene Rechtspersönlichkeit und wurde in Atlético Bella Vista umbenannt. Einer Umbenennung auf die heute gültige Bezeichnung Paysandú Bella Vista folgte 1999 der Beitritt zur Asociación Uruguaya de Fútbol (AUF).
Der Verein, der bislang überwiegend auf departamentaler Ebene in der Organisationsstruktur der Organización del Fútbol del Interior (O.F.I.) in Erscheinung trat, konnte bislang zwölfmal (1948, 1975–1977, 1988, 1991, 1995, 1996, 1998, 2009–2011) die Meisterschaft der Liga Departamental de Fútbol de Paysandú gewinnen. Der erste Titelgewinn wurde dabei 1948 mit einem 3:1-Sieg über CA Litoral besiegelt. Am 18. Juni 1977 siegte man durch einen 1:0-Erfolg gegen den Club Atlético Atenas de San Carlos in der Copa El País, dem wichtigsten Fußballturnier Rest-Uruguays bzw. des Landesinneren auf O.F.I.-Ebene, ohne die Klubs des übermächtigen Hauptstadt-Departamento. Die Mannschaft der Papales setzte sich damals aus den folgenden Spielern zusammen: 
Oscar Menta - J. Arias, H. González, W. Bica, M. Balbis - A. Sosa, E. Angelo, W. Vidal - R. De los Angeles, O. Texeira, E. Doyenart. 
Für das Jahr 1981 steht der Gewinn der Supercopa de Clubes Campeones del Interior zu Buche. 1998 entschied der Klub das Torneo Mayor de Clubes Campeones del Interior zu seinen Gunsten. In der Saison 1999 spielte der Verein sodann in der uruguayischen 1. Liga, der Primera División. Es folgte der Abstieg im Jahr 2002. Heimspielstätte war während des Zeitraums der Zugehörigkeit des Vereins zum Profifußball von 1999 bis 2003 das Estadio Artigas. Seither werden die Heimspiele im 3.500 Zuschauer fassenden Parque Bella Vista ausgetragen. Der Verein spielt derzeit (Stand: 2011) in der Liga Departamental de Fútbol de Paysandú. Präsident im Jahr 2011 war Leonel Delgado. Der Trainerstab bestand in jener Saison aus Ángel Betti, Milton Vignolo, Álvaro Arias und Pablo Dupont.

## Erfolge
- 1× Sieger der Copa El País (1977)
- 12× Departamento-Meister (Liga Departamental de Fútbol de Paysandú) (1948, 1975, 1976, 1977, 1988, 1991, 1995, 1996, 1998, 2009, 2010, 2011)
- 1× Sieger der Supercopa de Clubes Campeones del Interior (1981)
- 1× Sieger beim Torneo Mayor de Clubes Campeones del Interior (1998)

## Trainerhistorie
- De Los Angeles
- Voltaire García
- mind. Mai 2001: Carlos Manta[3]

## Ehemalige Spieler
- Fernando Kanapkis
- Egidio Arévalo Ríos